# Campionat d'Europa de Futbol sub-21 de la UEFA 2007

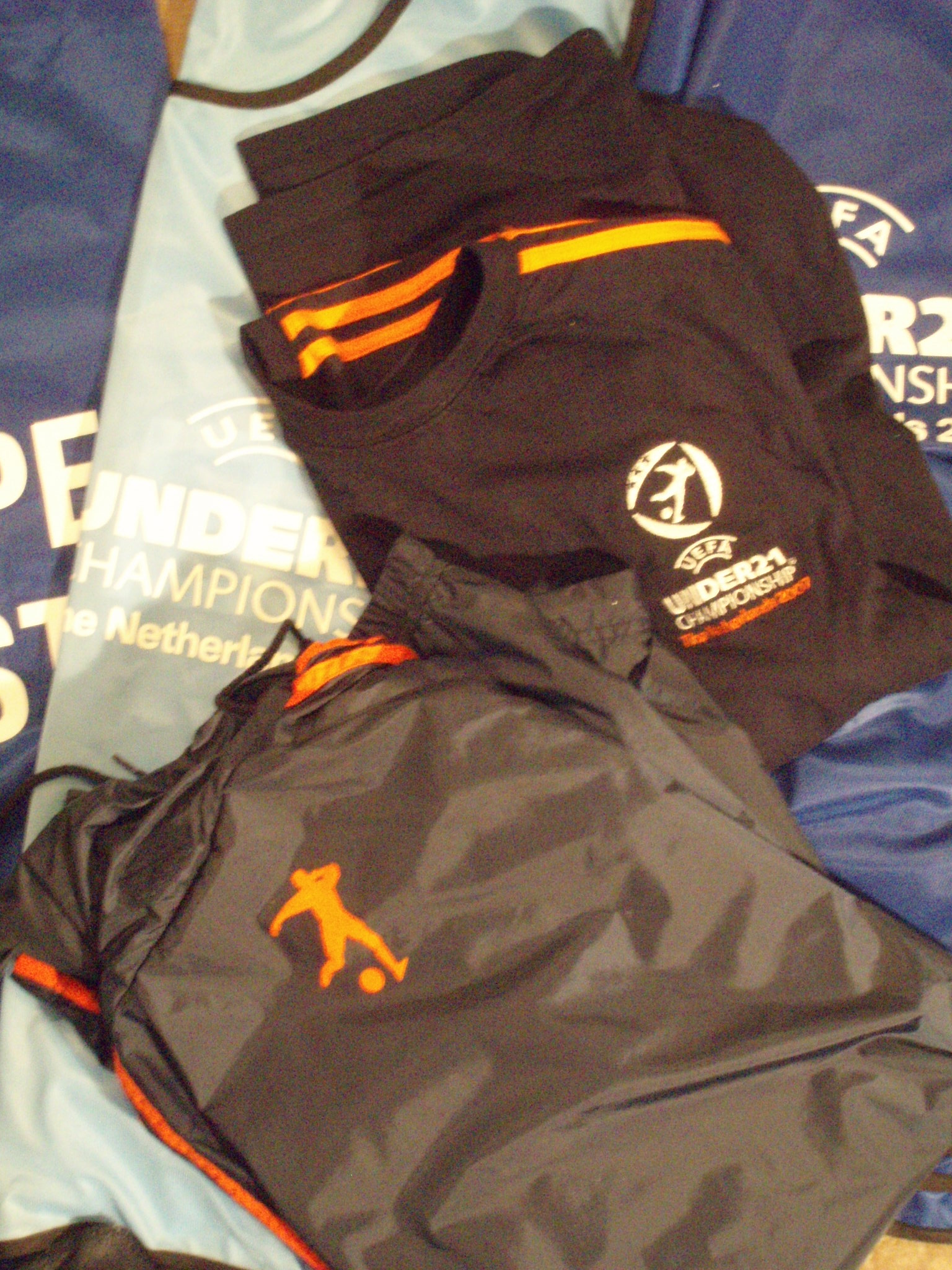
Roba oficial del Campionat d'Europa de Futbol sub-21 de la UEFA 2007

El Campionat d'Europa de Futbol sub-21 2007 es disputà als Països Baixos. El 15 de desembre de 2005, Països Baixos va ser escollit com a amfitrió per a la fase final de la competició, que va tenir lloc des del 10 de juny fins al 23 de juny de 2007.
La selecció dels Països Baixos va guanyar Sèrbia 4 a 1 en la final i va guanyar el campionat per segona vegada consecutiva.

## Classificació
Vegeu Campionat d'Europa de Futbol sub-21 de la UEFA 2007 (Classificació)

## Seus

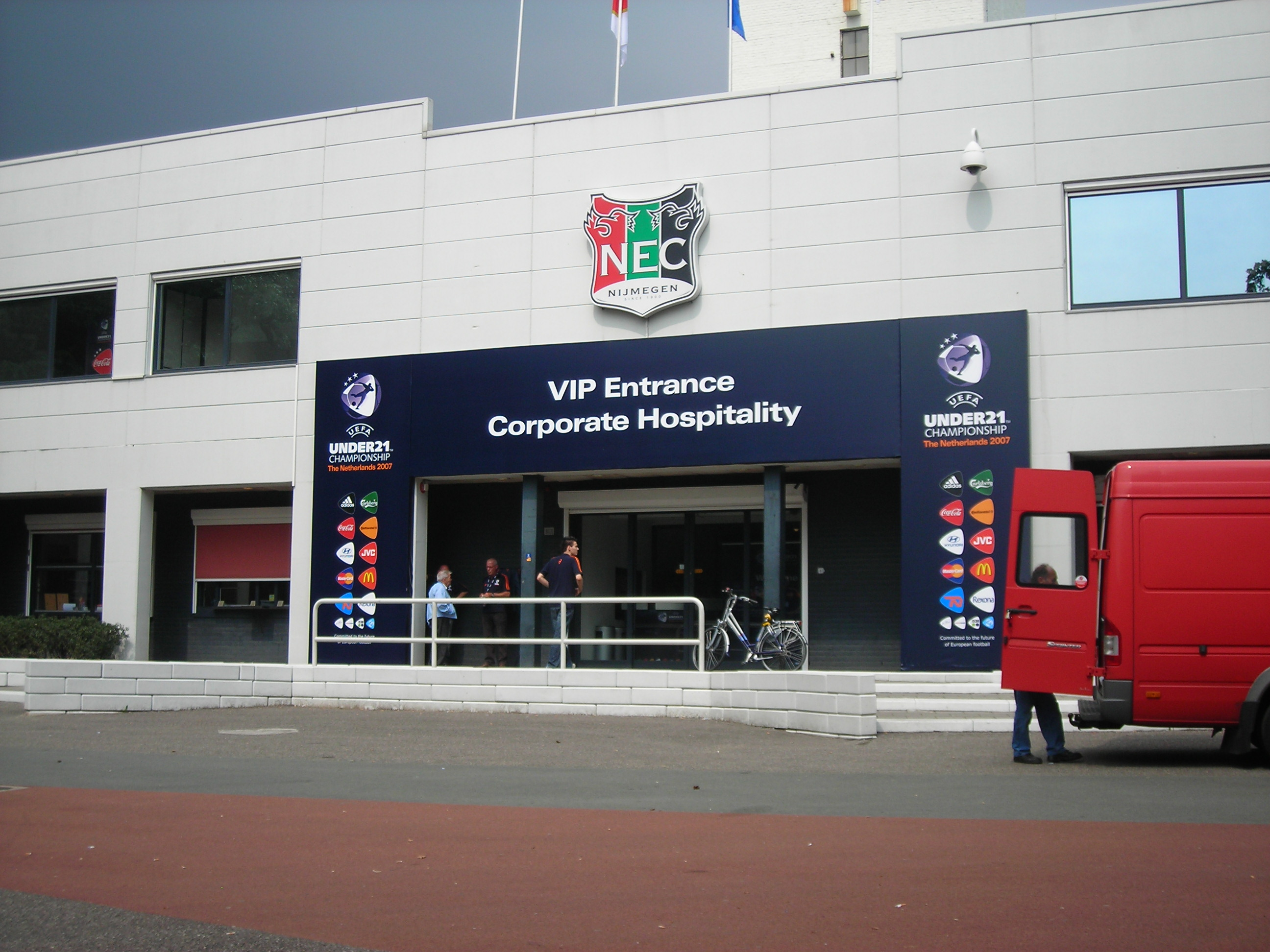
L'entrada VIP a l'estadi Goffert durant el campionat

| Ciutat     | Estadi              | Capacitat |
| ---------- | ------------------- | --------- |
| Arnhem     | Gelredome           | 30,000    |
| Heerenveen | Abe Lenstra Stadion | 28,000    |
| Groningen  | Euroborg            | 20,000    |
| Nimega     | De Goffert          | 13,000    |

## Seleccions
Vegeu Campionat d'Europa de Futbol sub-21 de la UEFA 2007 (Seleccions) per a la llista completa de seleccions.
Els jugadors nascuts després de l'1 de gener 1984 poden jugar.

## Fase final

### Fase de grups

#### Grup A
| Grup A | Grup A        | J | G | E | P | GF | GC | Pts |
| ------ | ------------- | - | - | - | - | -- | -- | --- |
| 1      | Països Baixos | 3 | 2 | 1 | 0 | 5  | 3  | 7   |
| 2      | Bèlgica       | 3 | 1 | 2 | 0 | 3  | 2  | 5   |
| 3      | Portugal      | 3 | 1 | 1 | 1 | 5  | 2  | 4   |
| 4      | Israel        | 3 | 0 | 0 | 3 | 0  | 6  | 0   |

| Països Baixos | 1-0 | Israel |
| ------------- | --- | ------ |
| Maduro 10'    |     |        |

| Portugal | 0-0 | Bèlgica |
| -------- | --- | ------- |
|          |     |         |

| Israel | 0-1 | Bèlgica      |
| ------ | --- | ------------ |
|        |     | Mirallas 82' |

| Països Baixos             | 2-1 | Portugal   |
| ------------------------- | --- | ---------- |
| Babel 33' (p) Rigters 75' |     | Veloso 77' |

| Països Baixos           | 2-2 | Bèlgica                   |
| ----------------------- | --- | ------------------------- |
| Rigters 13' Drenthe 37' |     | Mirallas 9' Pocognoli 70' |

| Israel | 0-4 | Portugal                                     |
| ------ | --- | -------------------------------------------- |
|        |     | Fernandes 37' Vaz Té 45' Veloso 49' Nani 50' |

#### Grup B
| Grup B | Grup B          | J | G | E | P | GF | GC | Pts |
| ------ | --------------- | - | - | - | - | -- | -- | --- |
| 1      | Sèrbia          | 3 | 2 | 0 | 1 | 2  | 2  | 6   |
| 2      | Anglaterra      | 3 | 1 | 2 | 0 | 4  | 2  | 5   |
| 3      | Itàlia          | 3 | 1 | 1 | 1 | 5  | 4  | 4   |
| 4      | República Txeca | 3 | 0 | 1 | 2 | 1  | 4  | 1   |

| República Txeca | 0-0 | Anglaterra |
| --------------- | --- | ---------- |
|                 |     |            |

| Sèrbia          | 1-0 | Itàlia |
| --------------- | --- | ------ |
| Milovanović 63' |     |        |

| República Txeca | 0-1 | Sèrbia         |
| --------------- | --- | -------------- |
|                 |     | Janković 90+3' |

| Anglaterra          | 2-2 | Itàlia                     |
| ------------------- | --- | -------------------------- |
| Nugent 24' Lita 26' |     | Chiellini 36' Aquilani 69' |

| Itàlia                                | 3-1 | República Txeca |
| ------------------------------------- | --- | --------------- |
| Aquilani 4' Chiellini 29' Rossi 45+1' |     | Papadopulos 14' |

| Anglaterra             | 2-0 | Sèrbia |
| ---------------------- | --- | ------ |
| Lita 5' Derbyshire 77' |     |        |

### Partit pel 5è lloc
| Portugal | 0–0 (pròrroga) | Itàlia |
| -------- | -------------- | ------ |
|          |                |        |

|                                                |       | Penals                                   |  |
| Moutinho · Nani · Fernandes · Veloso · Antunes | 3 – 4 | Pellè · Montolivo · Criscito · Palladino |  |

### Semifinals
| Països Baixos | 1–1 (pròrroga) | Anglaterra |
| ------------- | -------------- | ---------- |
| Rigters 89'   |                | Lita 39'   |

| |         | Penals |  |
| Babel · Drenthe · Janssen · Beerens · Maduro · De Ridder · Zuiverloon · Rigters · Kruiswijk · Waterman · Beerens · Drenthe · Maduro · Janssen · De Ridder · Zuiverloon | 13 – 12 | Young · Milner · Noble · Hoyte · Derbyshire · Ferdinand · Carson · Rosenior · Reo-Coker · Taylor · Young · Milner · Noble · Hoyte · Derbyshire · Ferdinand |  |

| Sèrbia                | 2–0 | Bèlgica |
| --------------------- | --- | ------- |
| Kolarov 4' · Mrđa 87' |     |         |

### Final

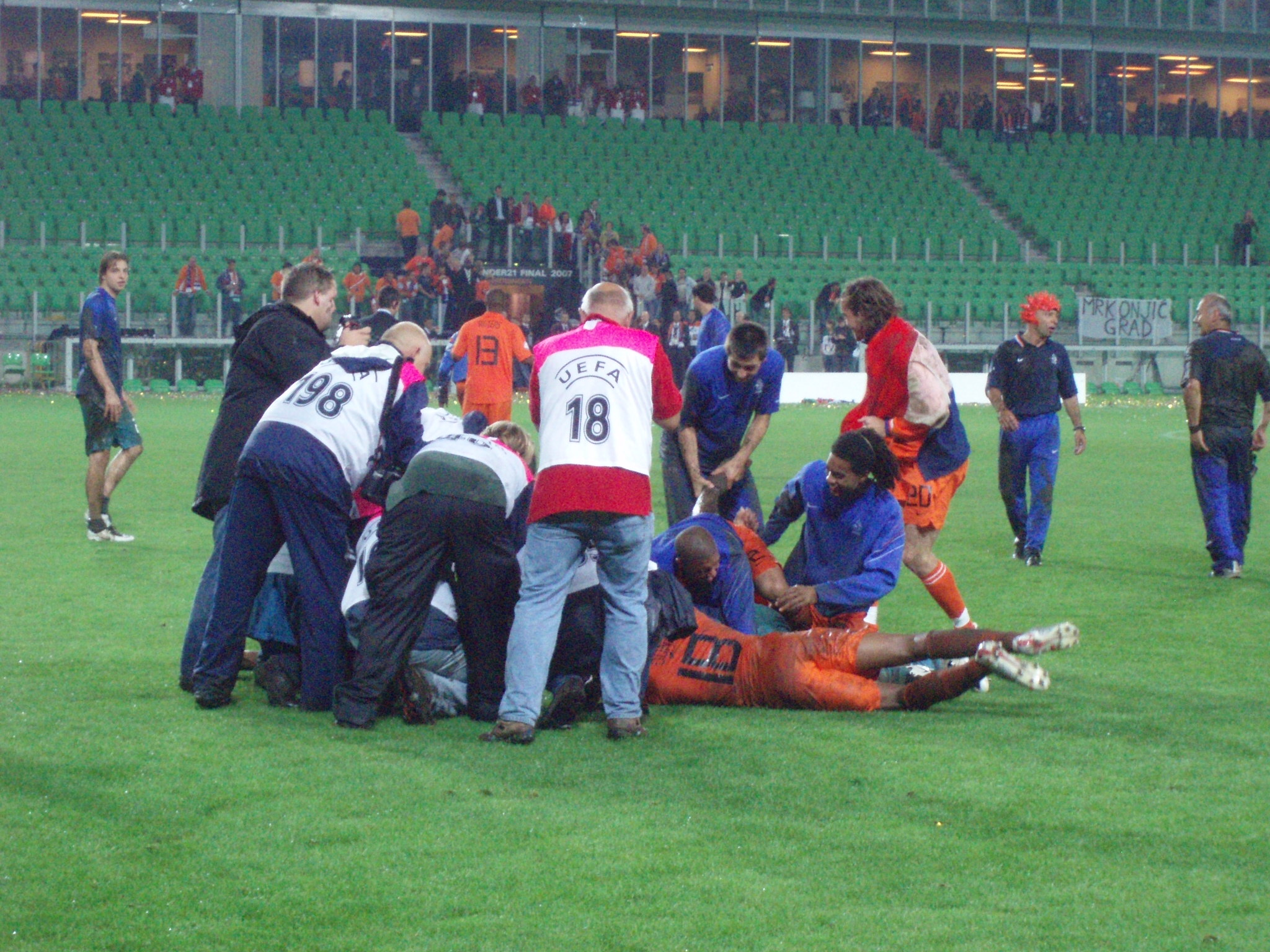
La selecció neerlandesa celebrant la seva victòria després de la final

| Països Baixos                                     | 4–1 | Sèrbia   |
| ------------------------------------------------- | --- | -------- |
| Bakkal 17' · Babel 60' · Rigters 67' · Bruins 87' |     | Mrđa 79' |

| PAÏSOS BAIXOS: |    |                       |     |     |
|                |    |                       |     |     |
| Porter         | 1  | Boy Waterman          |     |     |
| Defensa        | 2  | Gianni Zuiverloon     |     |     |
| Defensa        | 4  | Arnold Kruiswijk      |     |     |
| Defensa        | 18 | Ryan Donk             |     |     |
| Defensa        | 5  | Erik Pieters          |     | 89' |
| Migcampista    | 6  | Hedwiges Maduro (c)   |     |     |
| Migcampista    | 8  | Royston Drenthe       | 9'  | 78' |
| Migcampista    | 11 | Daniël de Ridder      |     |     |
| Migcampista    | 10 | Otman Bakkal          |     |     |
| Davanter       | 13 | Maceo Rigters         |     | 69' |
| Davanter       | 9  | Ryan Babel            |     |     |
| Banqueta:      |    |                       |     |     |
| Porter         | 16 | Kenneth Vermeer       |     |     |
| Porter         | 23 | Tim Krul              |     |     |
| Defensa        | 3  | Ron Vlaar             |     |     |
| Defensa        | 19 | Calvin Jong-a-Pin     |     | 89' |
| Defensa        | 21 | Frank van der Struijk |     |     |
| Migcampista    | 12 | Luigi Bruins          |     | 69' |
| Migcampista    | 17 | Haris Medunjanin      |     |     |
| Davanter       | 7  | Julian Jenner         |     |     |
| Davanter       | 14 | Roy Beerens           | 89' | 78' |
| Davanter       | 15 | Robbert Schilder      |     |     |
| Davanter       | 20 | Tim Janssen           |     |     |
| Seleccionador: |    |                       |     |     |
| Foppe de Haan  |    |                       |     |     |

| SÈRBIA:         |    |                        |          |     |
|                 |    |                        |          |     |
| Porter          | 1  | Damir Kahriman         |          |     |
| Defensa         | 3  | Antonio Rukavina       | 89'      |     |
| Defensa         | 2  | Branislav Ivanović (c) | 62'      |     |
| Defensa         | 11 | Duško Tošić            | 43'      |     |
| Defensa         | 6  | Aleksandar Kolarov     | 28', 62' |     |
| Migcampista     | 7  | Milan Smiljanić        |          |     |
| Migcampista     | 13 | Nikola Drinčić         |          | 65' |
| Migcampista     | 19 | Dušan Basta            |          | 73' |
| Migcampista     | 10 | Dejan Milovanović      |          |     |
| Migcampista     | 8  | Boško Janković         |          |     |
| Davanter        | 9  | Djordje Rakić          |          | 73' |
| Banqueta:       |    |                        |          |     |
| Porter          | 23 | Alexsander Kesić       |          |     |
| Defensa         | 4  | Nemanja Rnić           |          |     |
| Defensa         | 5  | Gojko Kačar            |          |     |
| Defensa         | 15 | Predrag Pavlović       |          |     |
| Defensa         | 20 | Slobodan Rajković      |          |     |
| Defensa         | 22 | Nikola Petković        |          |     |
| Migcampista     | 14 | Stefan Babović         |          | 73' |
| Migcampista     | 16 | Djordje Ivelja         |          |     |
| Davanter        | 18 | Dragan Mrdja           | 82'      | 73' |
| Davanter        | 21 | Zoran Tošić            |          | 65' |
|                 |    |                        |          |     |
| Seleccionador:  |    |                        |          |     |
| Miroslav Djukić |    |                        |          |     |

- Àrbitres assistents:
  - Manuel Navarro
  - Tomas Mokos
- 4t àrbitre: Stéphane Lanoy

## Millors jugadors
| Golejadors 4 gols - Maceo Rigters 3 gols - Leroy Lita 2 gols - Alberto Aquilani - Ryan Babel - Giorgio Chiellini - Kevin Mirallas - Dragan Mrđa - Miguel Veloso 1 gol - Otman Bakkal - Luigi Bruins - Matt Derbyshire - Royston Drenthe - Manuel Fernandes - Boško Janković - Aleksandar Kolarov - Hedwiges Maduro - Dejan Milovanović - Nani - David Nugent - Michal Papadopulos - Sebastien Pocognoli - Giuseppe Rossi - Ricardo Vaz Té | Jugador del partit Grup A - Països Baixos - Israel: Royston Drenthe - Portugal - Bèlgica: Marouane Fellaini - Israel - Bèlgica: Kevin Mirallas - Països Baixos - Portugal: Maceo Rigters - Països Baixos - Bèlgica: Sebastien Pocognoli - Israel - Portugal: Miguel Veloso Grup B - República Txeca - Anglaterra: Nigel Reo-Coker - Sèrbia - Itàlia: Dejan Milovanović - República Txeca - Sèrbia: Duško Tošić - Anglaterra - Itàlia: Alberto Aquilani - Itàlia - República Txeca: Giuseppe Rossi - Anglaterra - Sèrbia: James Milner Semi-finals - Països Baixos - Anglaterra: Maceo Rigters - Sèrbia - Bèlgica: Branislav Ivanović Partit pel 5è lloc - Portugal - Itàlia: Emiliano Viviano Final - Països Baixos - Sèrbia: Ryan Babel |

## Resultat
| Guanyadors del Campionat d'Europa de Futbol sub-21 de la UEFA 2007 · Països Baixos · 2n Títol |